# Richland (Dakota del Sur)
Richland es un lugar designado por el censo ubicado en el condado de Union en el estado estadounidense de Dakota del Sur. En el Censo de 2010 tenía una población de 89 habitantes y una densidad poblacional de 6,09 personas por km².

## Geografía
Richland se encuentra ubicado en las coordenadas 42°45′48″N 96°38′52″O / 42.76333, -96.64778. Según la Oficina del Censo de los Estados Unidos, Richland tiene una superficie total de 14.62 km², de la cual 14.62 km² corresponden a tierra firme y (0%) 0 km² es agua.

## Demografía
Según el censo de 2010, había 89 personas residiendo en Richland. La densidad de población era de 6,09 hab./km². De los 89 habitantes, Richland estaba compuesto por el 96.63% blancos, el 0% eran afroamericanos, el 0% eran amerindios, el 1.12% eran asiáticos, el 0% eran isleños del Pacífico, el 0% eran de otras razas y el 2.25% pertenecían a dos o más razas. Del total de la población el 0% eran hispanos o latinos de cualquier raza.